# Meike Winnemuth

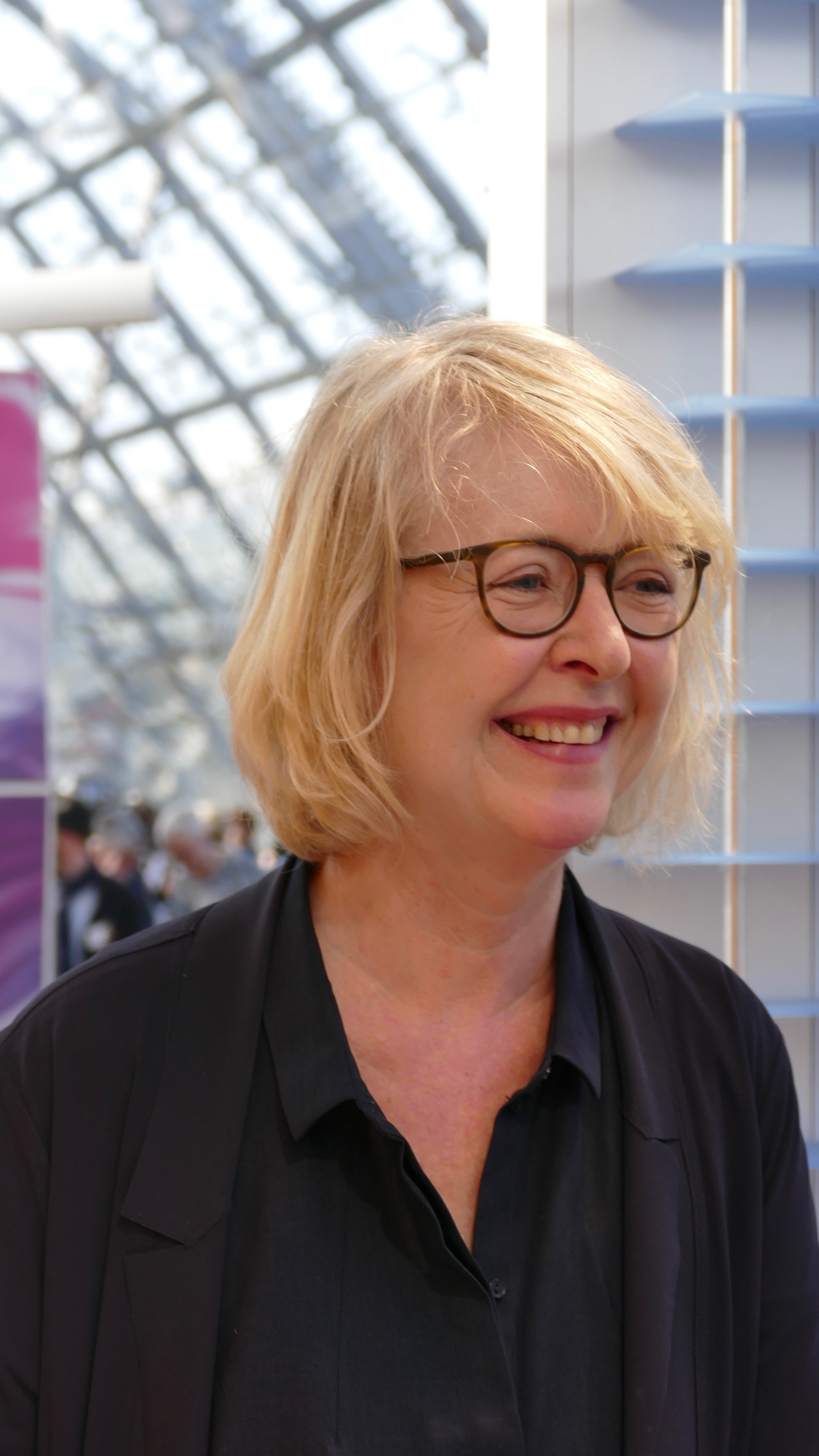
Meike Winnemuth auf der Leipziger Buchmesse 2019

Meike Winnemuth (* 19. Juni 1960 in Neumünster) ist eine deutsche Journalistin und Buchautorin.

## Leben
Nach dem Abitur studierte sie von 1979 bis 1987 Anglistik und Germanistik in Göttingen, Exeter und Berlin. Im Anschluss daran absolvierte sie die Henri-Nannen-Schule für Journalisten in Hamburg. 
Als freie Journalistin schreibt sie unter anderem für den Stern, Geo Saison, A&W Architektur & Wohnen und das SZ Magazin. Für Aufsehen sorgte unter anderem eine 1997 im Frauenmagazin Amica erschienene Reportage, in der Winnemuth die Inanspruchnahme verschiedener Sexdienstleistungen im Selbstversuch beschrieb.
Ein Jahr lang, von 2009 bis 2010 trug sie das gleiche blaue Kleid und bloggte darüber. 
In der am 11. Oktober 2010 ausgestrahlten Ausgabe der Quizshow Wer wird Millionär? gewann sie als Kandidatin 500.000 Euro. Nach ihrem Gewinn reiste sie 2011 in zwölf Monaten um die Welt und besuchte zwölf Städte, in denen sie sich jeweils für einen Monat eine Wohnung mietete. Ihre Erlebnisse fasste sie in dem Buch Das große Los zusammen, mit dem sie einen Spiegel-Bestseller landete. Ihr Reiselogbuch Vor mir die Welt war 2012 für den Grimme Online Award in der Rubrik Kultur und Unterhaltung nominiert. Bei den LeadAwards 2012 erhielt sie eine Auszeichnung in der Kategorie Weblog des Jahres.  Am 1. November 2014 nahm sie an der Sendung Der Quiz-Champion des ZDF teil. 2015 erschien ihr Buch Um es kurz zu machen mit Texten aus ihren Kolumnen.

## Werke
- Meike Winnemuth mit Peter Praschl: Auf und davon: ein Roman zu zweit. Hoffmann und Campe, Hamburg 1999, ISBN 3-455-10378-2.
- Meike Winnemuth mit Peter Praschl: Doppelpack: die ultimative Gebrauchsanweisung für das Leben zu zweit. Droemer Knaur, München 2000, ISBN 3-426-61853-2.
- Meike Winnemuth mit Peter Praschl,  Kitty Kahane: Zweierkisten: ein Tatsachenbericht über das Leben als Paar. Ars Edition, München 2001, ISBN 3-7607-1867-1.
- Das große Los: Wie ich bei Günther Jauch eine halbe Million gewann und einfach losfuhr. Albrecht Knaus Verlag, 2013, ISBN 978-3-8135-0504-7.
- Um es kurz zu machen: Über das unverschämte Glück, auf der Welt zu sein. Albrecht Knaus Verlag, 2015, ISBN 978-3-8135-0695-2.
- Bin im Garten: Ein Jahr wachsen und wachsen lassen. Penguin Verlag, München 2019, ISBN 978-3-328-60045-9.
- mit Konstanze Neubauer: Gärten des Jahres 2020. Callwey, München 2020, ISBN 978-3-7667-2454-0.